# Западен Майо-Кеби
Западен Майо-Кеби (на френски: Mayo-Kebbi Ouest) е регион в Чад. Столица е град Пала. Намира се на част от територията на бившата префектура Майо-Кеби.

## Единици
Регионът включва 2 департамента:
| Департамент | Столица | Под-префектури            |
| ----------- | ------- | ------------------------- |
| Майо-Дала   | Пала    | Гагал, Ламе, Пала, Торок  |
| Лак Лере    | Лере    | Биндер, Гегу, Лагон, Лере |

## Население
По данни от 1993 година населението на региона възлиза на 324 910 души.
По данни от 2009 година населението на региона възлиза на 564 470 души.
Основните етнически групи са мунданг, фула и нгамбаи.

## Икономика
Населението е заето предимно в областта на земеделието; принос за икономиката имат също животновъдството, риболова и памукопроизводството.